# Rzędowość
Rzędowość – termin stosowany przy opisie budowy związku chemicznego określający stopień podstawienia atomu w cząsteczce. Używany jest on przede wszystkim w chemii organicznej do wskazania liczby grup organicznych przyłączonych do danego atomu, co pozwala czasem na scharakteryzowanie ogólnych właściwości związku i przewidzenie jego zachowania w trakcie niektórych reakcji chemicznych. Niekiedy terminu tego używa się również w chemii nieorganicznej do opisu soli pochodzących od kwasów wieloprotonowych.

## Rzędowość związków organicznych

Rzędowość atomów węgla na przykładzie struktury 2,2,3-metylopentanu

Rzędowość atomów w związkach organicznych według Międzynarodowej Unii Chemii Czystej i Stosowanej (IUPAC) wyznacza się najczęściej na podstawie liczby atomów wodoru, które zostały zastąpione przez grupy węglowodorowe (grupy funkcyjne pochodzące od węglowodorów poprzez usunięcie jednego atomu wodoru, np. grupy alkilowe – jak etyl – bądź arylowe – jak fenyl). Najczęściej jednak w literaturze rzędowość określana jest jako liczba atomów węgla, z którymi połączony jest dany atom, stąd na przykładzie atomu węgla można wyróżnić:
- pierwszorzędowy atom węgla, który połączony jest tylko z jednym atomem węgla: H
3CR (gdzie R jest grupą organiczną, R ≠ H i wiązanie C−R to wiązanie węgiel–węgiel)
- drugorzędowy atom węgla, który połączony jest z dwoma atomami węgla: H
2CR
2
- trzeciorzędowy atom węgla, który połączony jest z trzema atomami węgla: HCR
3
- czwartorzędowy atom węgla, który połączony jest z czterema atomami węgla: CR
4

### Rzędowość poszczególnych klas związków
| Klasa związków                                                 | Pierwszorzędowe | Drugorzędowe | Trzeciorzędowe | Czwartorzędowe |
| -------------------------------------------------------------- | --- | --- | --- | --- |
| Atomy węgla w związkach organicznych                           | Atom węgla z przyłączoną jedną grupą funkcyjną (R) i trzema atomami wodoru | Atom węgla z przyłączonymi dwiema grupami funkcyjnymi (R) i dwoma atomami wodoru | Atom węgla z przyłączonymi trzema grupami funkcyjnymi (R) i jednym atomem wodoru | Atom węgla z przyłączonymi czterema grupami funkcyjnymi (R) i bez żadnego atomu wodoru                                                        |
| Alkohole                                                       | Grupa hydroksylowa (OH) przyłączona do atomu węgla z jedną grupą funkcyjną (R) i dwoma atomami wodoru                                                                                                 | Grupa hydroksylowa (OH) przyłączona do atomu węgla z dwiema grupami funkcyjnymi (R) i jednym atomem wodoru                                                                                   | Grupa hydroksylowa (OH) przyłączona do atomu węgla z trzema grupami funkcyjnymi (R) i bez żadnego atomu wodoru                                                                             | nie istnieją |
| Aminy                                                          | Atom azotu z przyłączoną jedną grupą funkcyjną (R) i dwoma atomami wodoru | Atom azotu z przyłączonymi dwiema grupa funkcyjnymi (R) i jednym atomem wodoru | Atom azotu z przyłączonymi trzema grupa funkcyjnymi (R) i bez żadnego atomu wodoru | Atom azotu z przyłączonymi czterema grupa funkcyjnymi (R), bez żadnego atomu wodoru i z ładunkiem dodatnim zlokalizowanym na atomie azotu     |
| Fosfiny                                                        | Atom fosforu z przyłączoną jedną grupą funkcyjną (R) i dwoma atomami wodoru | Atom fosforu z przyłączonymi dwiema grupa funkcyjnymi (R) i jednym atomem wodoru | Atom fosforu z przyłączonymi trzema grupa funkcyjnymi (R) i bez żadnego atomu wodoru | Atom fosforu z przyłączonymi czterema grupa funkcyjnymi (R), bez żadnego atomu wodoru i z ładunkiem dodatnim zlokalizowanym na atomie fosforu |
| Amidy (kwasów karboksylowych) (sposób niezalecany przez IUPAC) | Grupa amidowa, w której atom azotu nie jest podstawiony żadną grupą funkcyjną i połączony jest z dwoma atomami wodoru, a jedna grupa funkcyjna (R) przyłączona jest do atomu węgla grupy karbonylowej | Grupa amidowa, w której atom azotu podstawiony jest jedną grupą funkcyjną (R) i połączony z jednym atomem wodoru, a druga grupa funkcyjna przyłączona jest do atomu węgla grupy karbonylowej | Grupa amidowa, w której atom azotu podstawiony jest dwiema grupami funkcyjnymi (R), bez żadnego atomu wodoru, a trzecia grupa funkcyjna przyłączona jest do atomu węgla grupy karbonylowej | nie istnieją |

Podobnie jak w powyższym przypadku, rzędowość wyznacza się dla atomów azotu w aminach, arsenu w arsynach, bizmutu w bizmutynach, fosforu w fosfinach i antymonu w stybinach oraz dla grup alkilowych, karbokationów, karborodników, karboanionów i jonów oniowych:
- aminy (a także arsyny, bizmutyny, fosfiny i stybiny)[1] dzielą się na pierwszorzędowe (H
2XR, gdzie X jest odpowiednio atomem azotu, arsenu, bizmutu, fosforu bądź antymonu), drugorzędowe (HXR
2), trzeciorzędowe (XR
3); ponadto znane są czwartorzędowe związki (sole, jony, kationy) oniowe (R
4X+
), które charakteryzują się posiadaniem ładunku dodatniego[6]
- grupy alkilowe dzieli się na pierwszorzędowe (−CH
2R), drugorzędowe (−CHR
2) i trzeciorzędowe (−CR
3)[4][7]; podobnego rozróżnienia można dokonać w przypadku karbokationów, karborodników i karboanionów[8]
- dla jonów oniowych, jak jon amoniowy (H
4N+
), sulfoniowy (H
3S+
), czy też bromoniowy (H
2Br+
), rzędowość określa się na podstawie liczby podstawionych atomów wodoru grupami funkcyjnymi (przeważnie, choć niekoniecznie, organicznymi) – jon dimetylosulfoniowy, (CH
3)
2HS+
, jest więc drugorzędowym jonem sulfoniowym, podobnie jak jon dichlorofluoroniowy, Cl
2F+
, drugorzędowym jonem fluoroniowym[9].

Rzędowość w przypadku m.in. alkoholi, nitrozwiązków, halogenków alkilowych i atomów wodoru jest natomiast równa rzędowości atomu węgla, do którego przyłączona jest odpowiednio grupa hydroksylowa, nitrowa, atom halogenu bądź wodoru, jako że podstawniki te nie mają możliwości utworzenia wiązań z więcej niż jednym atomem węgla (atomu tlenu może być wprawdzie połączony z dwoma atomami węgla, jednak związek taki jest eterem, a nie alkoholem). Alkoholem drugorzędowym jest więc izopropanol, trzeciorzędowym halogenkiem alkilowym jest chlorek trytylu, a wszystkie atomy wodoru w etanie są pierwszorzędowe. Niemożliwe jest także istnienie czwartorzędowego alkoholu, nitrozwiązku, halogenku alkilowego bądź atomu wodoru.
W przypadku karboksyamidów (amidów kwasów karboksylowych) tradycyjnie określa się rzędowość poprzez stopień podstawienia atomu azotu: amidami pierwszorzędowymi są te, w których atom azotu jest niepodstawiony (−NH
2), drugorzędowymi są te, w których atom azotu jest podstawiony jedną grupą organiczną (−NHR1
), a trzeciorzędowymi – dwiema grupami (−NR1
R2
). Jest to praktyka niezgodna z zaleceniami IUPAC, według których rzędowość amidów (nie tylko karboksyamidów) określana jest liczbą grup acylowych przyłączonych do atomu azotu :
- amidy pierwszorzędowe mają jedną grupę acylową przy atomie azotu, np. acetamid, sulfasalazyna
- amidy drugorzędowe mają dwie grupy acylowe przy atomie azotu (są to więc imidy), np. ftalimid, sulfacetamid
- amidy trzeciorzędowe mają trzy grupy acylowe przy atomie azotu (są to triacyloaminy), np. N,N,N-triacetyloamina

### Oznaczenia rzędowości w pisowni
| butyl (n-butyl)                                    | izobutyl | sec-butyl | tert-butyl                                                                                             |
| -------------------------------------------------- | --- | --- | --- |
| Nazwa systematyczna: butyl; grupa prostołańcuchowa | Nazwa systematyczna: 2-metylopropyl; grupa propylowa z jednym rozgałęzieniem w postaci grupy metylowej przyłączonej do drugiego atomu węgla, w kolejności od miejsca przyłączenia grupy do reszty cząsteczki | Nazwa systematyczna: 1-metylopropyl; grupa propylowa z jednym rozgałęzieniem w postaci grupy metylowej przyłączonej do atomu węgla łączącego się z resztą cząsteczki | Nazwa systematyczna: 1,1-dimetyloetyl; grupa etylowa z dwoma rozgałęzieniami w postaci grup metylowych |

W tekście oznacza się czasem rzędowość związku formą skróconą, złożoną z cyfry i znaku stopnia, np. „1° amina” oznacza aminę pierwszorzędową. W starszych publikacjach stosowane były zamiast tego liczby rzymskie. Oznaczenie rzędowości pojawia się również w nomenklaturze chemicznej, gdzie stosuje się zapisywane kursywą przedrostki sec- (ang. secondary) dla drugorzędowych i tert- (ang. tertiary) dla trzeciorzędowych grup alkilowych, np. sec-butyl i tert-butyl, a co za tym idzie, także w nazwach związków zawierających te grupy, np. sec-butanol i tert-butanol. Spotykane jest również zapisywanie rzędowości we wzorach chemicznych, odpowiednio w tych przypadkach w postaci sec-Bu i t-Bu, np. wzór t-BuOK oznacza tert-butanolan potasu. Grupy pierwszorzędowe nie są oznaczane żadnym przedrostkiem, natomiast przedrostek n- (ang. normal) oznacza grupę prostołańcuchową, co nie jest równoznaczne z pierwszorzędowością (butyl i izobutyl są grupami pierwszorzędowymi, ale tylko butyl jest prostołańcuchowy).

### Zależność właściwości związków od rzędowości
Rzędowość w obrębie części klas związków organicznych można powiązać m.in. z ich stabilnością. Wpływa ona na różne zachowanie się związków w trakcie reakcji chemicznej bądź powstanie innych produktów w jej wyniku. Wraz ze wzrostem rzędowości zwiększa się również zawada steryczna mogąca w pewnych przypadkach utrudniać lub uniemożliwiać przereagowanie cząsteczki.
Stabilność karbokationów i karborodników wzrasta wraz z rzędowością. Różnice w stabilności pomiędzy karborodnikami o różnej rzędowości są mniejsze niż w przypadku karbokationów, gdyż te drugie mają większy deficyt elektronowy. Stabilizujące działanie grup alkilowych związane jest z ich właściwościami jako grup elektrodonorowych, przez co przyczyniają się do rozłożenia ładunku na większą liczbę atomów. Inaczej jest w przypadku karboanionów, w których atom węgla z ładunkiem ujemnym ma już oktet elektronowy i grupy alkilowe przyczyniają się jedynie do większej koncentracji ładunku na tym atomie. Z tego względu stabilność karboanionów maleje wraz z rzędowością. W reakcjach, w których powstają te indywidua jako produkty pośrednie, różnice w stabilności mogą prowadzić do przegrupowań z utworzeniem bardziej stabilnego związku. Przykładowo w wyniku addycji HCl do 3-metylo-1-butenu powstają dwa produkty, w tym jeden (i to w większym stopniu) niezgodny z regułą Markownikowa (2-chloro-2-metylobutan). Dochodzi w tym przypadku do przegrupowania (z przeniesieniem wodoru) drugorzędowego karbokationu do trzeciorzędowego:
H
2C=CH−CH(CH
3)
2 + HCl → CH
3−CH
2−CCl(CH
3)
2 (60%) + CH
3−CHCl−CH(CH
3)
2 (40%)
Stabilność powstającego karbokationu może mieć również wpływ na różną reaktywność związków w reakcjach eliminacji – spośród izomerów alkoholu o wzorze C
4H
9OH, najłatwiej reagować będzie trzeciorzędowy 2-metylopropan-2-ol, gdyż jako produkt pośredni tworzy się trzeciorzędowy karbokation. Ponadto rzędowość alkoholu może mieć wpływ na mechanizm reakcji, w której uczestniczy. Alkohole pierwszorzędowe będą reagowały z nukleofilem według mechanizmu SN2, natomiast trzeciorzędowe – SN1.
W przypadku amin nie ma ścisłej zależności pomiędzy rzędowością i zasadowością w roztworach wodnych. Przykładowo dla amin z podstawnikami metylowymi zasadowość rośnie w szeregu NH
3 < Me
3N < MeNH
2 < Me
2NH. Związane jest to z większą stabilizacją jonów amoniowych 1° i 2° wskutek ich solwatacji względem 3° (trzeciorzędowy jon amoniowy, Me
3NH+
, ma tylko jeden atom wodoru zdolny do utworzenia wiązania wodorowego z rozpuszczalnikiem). W fazie gazowej natomiast zasadowość zmienia się w szeregu NH
3 < MeNH
2 < Me
2NH < Me
3N, a więc wraz ze wzrostem rzędowości aminy.

## Rzędowość soli nieorganicznych
Określenie rzędowości stosowano dawniej (choć czasem stosowane jest również obecnie) w przypadku nazewnictwa soli pochodzących od kwasów wieloprotonowych w celu wskazania liczby wypartych (zobojętnionych) atomów wodoru. Stąd w przypadku soli kwasu fosforowego, H
3PO
4:
- fosforanami pierwszorzędowymi nazywa się sole, z których wyparto jeden atom wodoru – diwodorofosforany, np. diwodorofosforan wapnia, Ca(H
2PO
4)
2
- fosforanami drugorzędowymi są sole, z których wyparto dwa atomy wodoru – wodorofosforany, np. wodorofosforan wapnia, CaHPO
4
- fosforanami trzeciorzędowymi są sole, z których wyparto wszystkie trzy atomy wodoru – fosforany, np. fosforan wapnia, Ca
3(PO
4)
2